# Monument funéraire de Molière
Le monument funéraire de Molière est un monument funéraire remarquable du cimetière du Père-Lachaise contenant probablement la dépouille de Molière. Il a été classé aux monuments historiques par un arrêté du 14 novembre 1983.
Ce monument est au centre d'une chasse au trésor dans la bande dessinée de Bruno Bertin, Vick et Vicky et l'héritage (Éd. P'tit Louis, 2010).